# Fusów
Fusów (ukr. Фусів) – wieś na Ukrainie w rejonie czerwonogrodzkim obwodu lwowskiego.